# Sawsan Badr
Suzanne Ahmed Badr El Deen, conocida popularmente como Sawsan Badr (en árabe: سوسن بدر‎) y apodada la "Nefertiti del cine egipcio", es una actriz egipcia de cine, teatro y televisión.

## Carrera
Badr es conocida en su tierra natal por su belleza, habiendo sido apodada la "Nefertiti del cine egipcio". 
Recibió el premio a la mejor actriz en el 34º Festival Internacional de Cine de El Cairo. Interpretó el papel de Mishaal bint Fahd bin Mohammed Al Saud, la princesa saudí que fue ejecutada por adulterio junto con su amante, en la película angloamericana de 1980, Death of a Princess.
Su actuación le valió la prohibición de la industria del entretenimiento egipcia, que depende en gran medida del dinero proveniente del petróleo saudí. Sin embargo, la medida tuvo el efecto contrario, convirtiéndola en una de las actrices más cotizadas de Egipto.